# Domenico Blasucci
Domenico Blasucci, C.SS.R. (5. března 1732 Ruvo del Monte – 2. listopadu 1752 Caposele) byl italský řeholník kongregace redemptoristů.

## Život
Narodil se 5. března 1732 v Ruvo del Monte jako syn Nicoly a Marie Antonie Carnevale. Již v dětství vyráběl sochy svatých, zdobil oltáře a napodoboval církevní obřady.
Jeho touha po řeholním životě se probudila roku 1747 během kázání minoritského kněze a následující rok po misii lazaristů v jeho rodné obci. Dne 24. prosince 1749 vstoupil do noviciátu Kongregace Nejsvětějšího Vykupitele v Mercato San Severino. Dne 2. února 1750 složil časné řeholní sliby a přijal řeholní hábit.
Roku 1751 začal studovat teologii v Pagani. Později v Deliceto se setkal s Gerardem Majellou, který se stal jeho přítelem. Brzy onemocněl tuberkulózou a utrpení v této nemoci obětoval za spásu lidstva. Zemřel 2. listopadu 1752 v Materdomini v obci Caposele. Během života v řeholi praktikoval askezi, často rozjímal nad obětí Krista a byl ctitelem Nejsvětější svátosti.

## Proces svatořečení
Proces byl zahájen 23. května 1906 a probíhá v arcidiecézi Sant'Angelo dei Lombardi-Conza-Nusco-Bisaccia.